# 陀飛輪

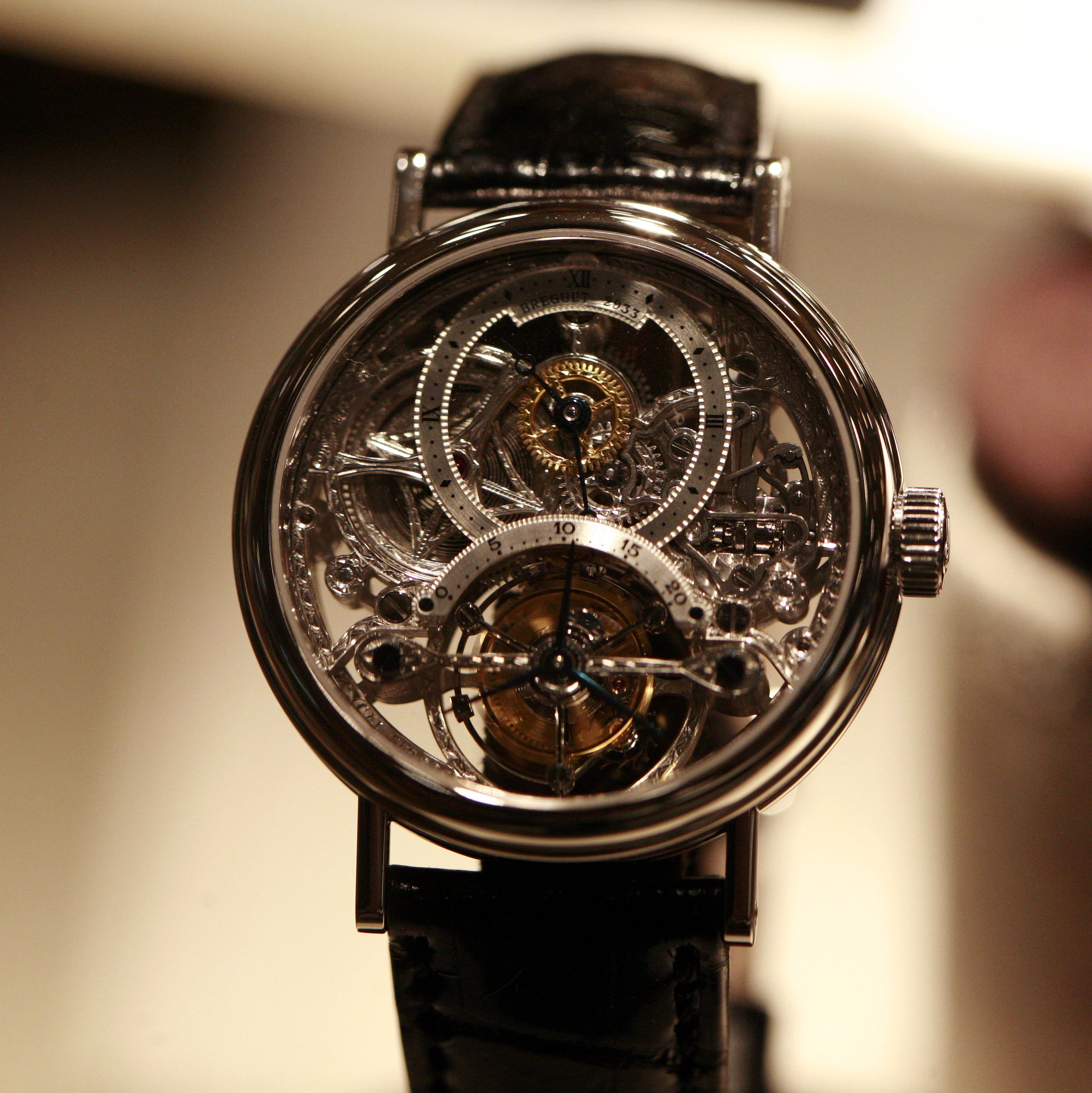
寶璣陀飛輪手錶

陀飛輪（法語：tourbillon）（飛盤的一種）是由瑞士著名鐘錶大師亞伯拉罕·寶璣於1795年發明，並於1801年6月26日由寶璣申請專利，是機械鐘錶機芯中的一個裝置。陀飛輪裝置的設計本身是用於懷錶之上，因為懷錶垂直的放在口袋中，或掛在頸上時，地心引力會影響擺輪搖擺速度，引致出現誤差。
陀飛輪的原理基本上是把游絲、叉式槓桿和擒縱系統設計在同一軸上運作，陀飛輪在運行時會不斷旋轉，以減少地心引力所做成的影響。
但隨著二十世紀手錶的興起，由於手錶並非長時間垂直放置，因此陀飛輪裝置對手錶的作用已經沒有懷錶那麼大，但陀飛輪裝置極其複雜，而且由於製作成本及工藝的要求相當高，因此陀飛輪便成了高級手錶的代名詞。

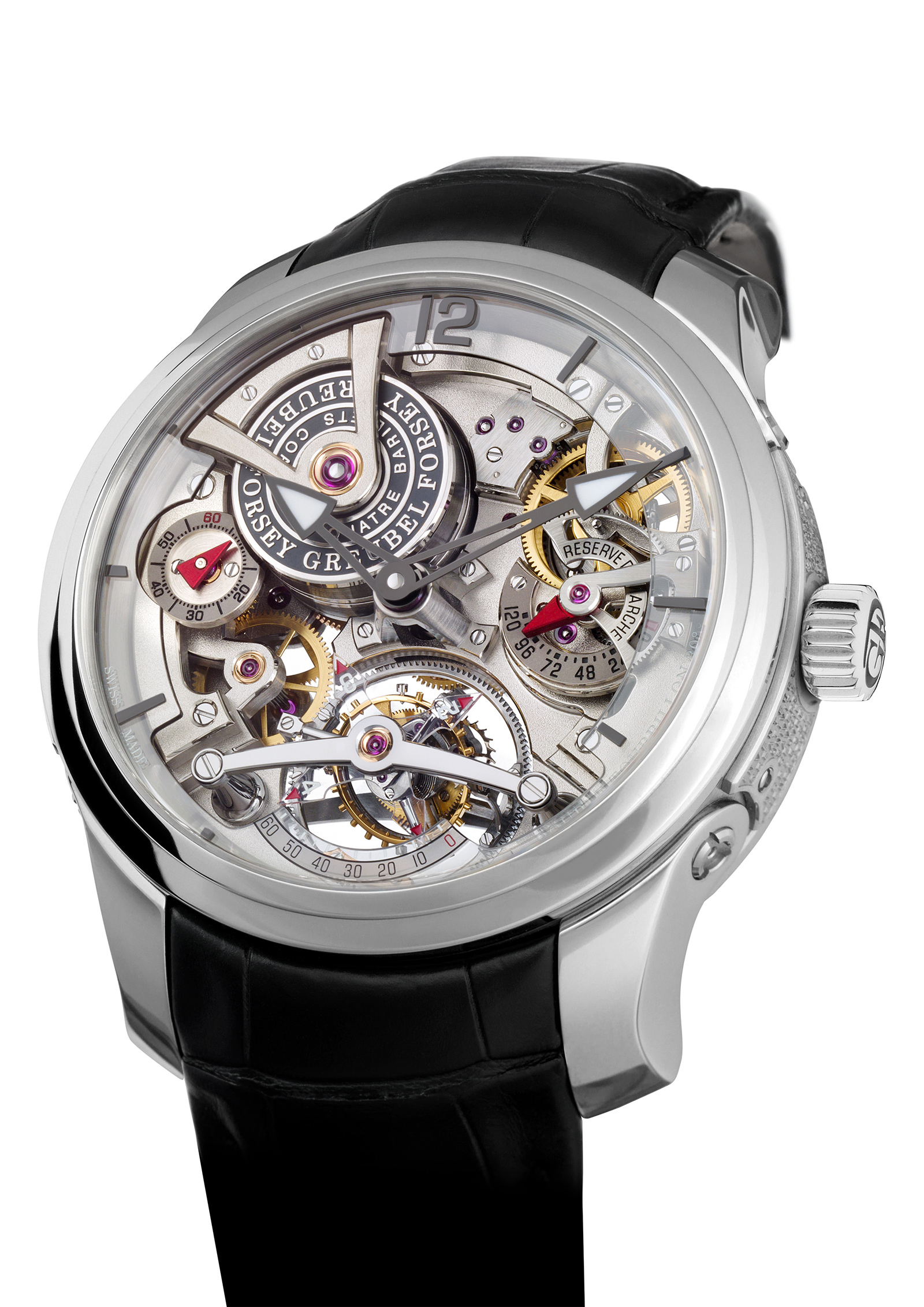
高珀富斯的雙陀飛輪腕錶

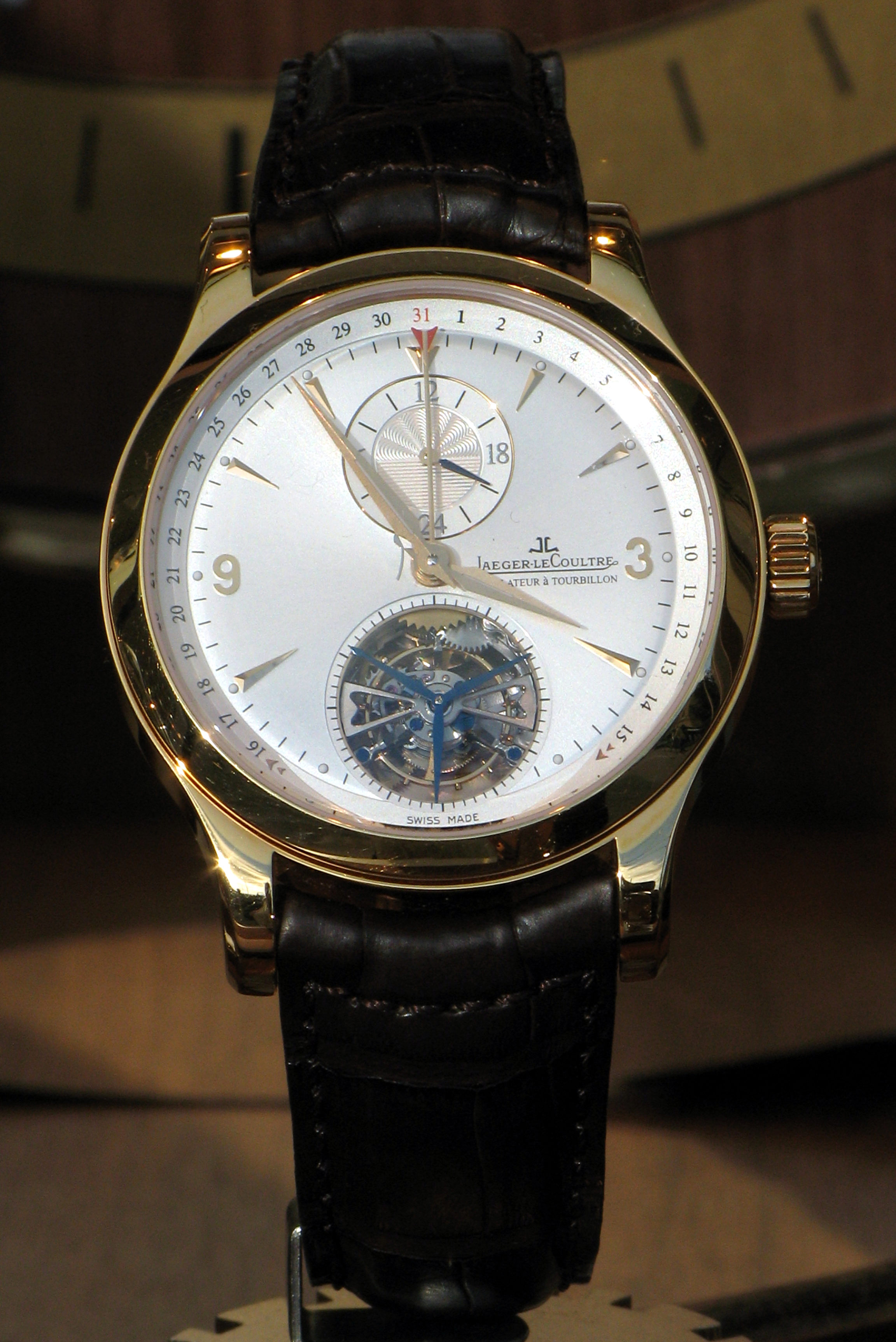
一枚配置陀飛輪的積家腕錶

近年，中國大陆多間鐘錶廠如海鸥手表及上海手表等，成功研制出陀飛輪機芯，使得亚洲陀飛輪手錶出現。
陀飛輪錶以極度精準見稱，在石英錶以及電子錶面世之前，是鐘錶的極致。

## 參照
機械錶複雜功能

## 資料來源
1. ↑  . 自由電子報. 2008-07-04  [2011-02-18]. （原始内容存档于2014-03-22）.
2. ↑  
蕭若元,"購得新玩意：陀飛輪錶〈蕭若元：退休蕭析〉2017-08-11" （页面存档备份，存于）, MemeHK,2017/08/11